# Stone Rural
Stone Rural est une paroisse civile du Staffordshire, en Angleterre.